# Margarinotus cadavericola
Margarinotus cadavericola är en skalbaggsart som först beskrevs av Heinrich Bickhardt 1920.  Margarinotus cadavericola ingår i släktet Margarinotus och familjen stumpbaggar. Inga underarter finns listade i Catalogue of Life.